# Didymophysa fedtschenkoana
Espèce
Didymophysa fedtschenkoana est une espèce de plantes à fleurs de la famille des Brassicaceae.

## Liste des sous-espèces
Selon Catalogue of Life (6 juil. 2012) :
- sous-espèce Didymophysa fedtschenkoana subsp. fedtschenkoana
- sous-espèce Didymophysa fedtschenkoana subsp. incisa Junussov & Kamelin